# Simsonbrunnen (Solothurn)

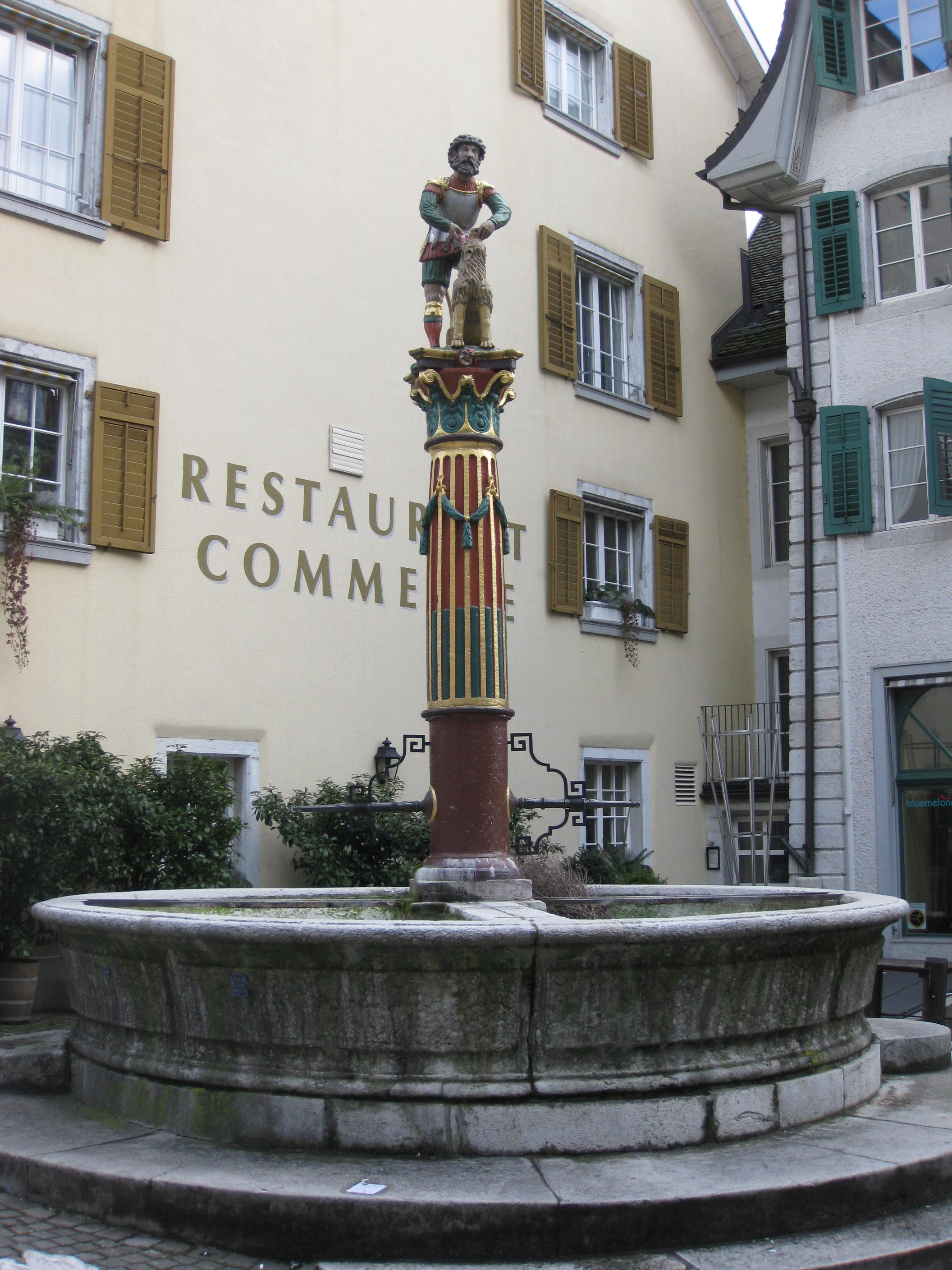
Blick auf den Brunnen

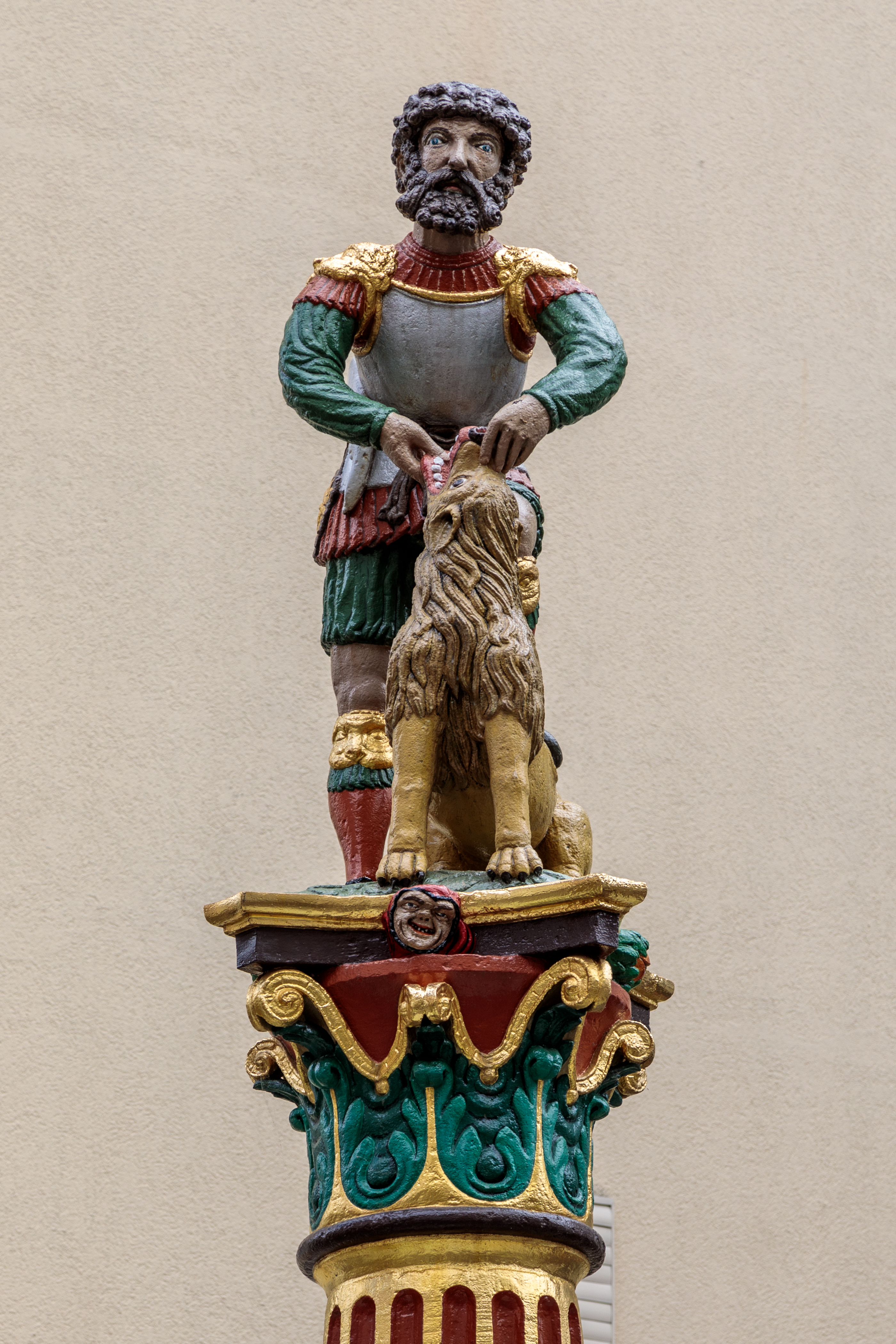
Brunnenfigur des Simsonbrunnens

Der Simsonbrunnen ist ein Brunnen auf dem Friedhofplatz in Solothurn.

## Geschichte
Im Jahr 1444 ist in der Abrechnung des Brunnenmeisters erstmals die Rede von „zweien stöcken im Frithof“. Die Figur und Säule des heutigen Brunnens entstanden 1548 und sind das Werk von Laurent Perroud. Die erste Farbfassung besorgte Urs Amiet. 
Das ursprüngliche Brunnenbecken schuf Peter Pagan, das heute noch erhaltene entstand jedoch erst um 1772. Die Säule und die Figur wurden 1988/1989 restauriert.

## Beschreibung
Auf gestuftem Brunnensockel steht das kreisrunde, zweigeteilte Brunnenbecken. Der Stock ist in Form einer Säule mit glattem Unterteil und Ausgussröhren gestaltet. Der obere Teil des Säulenschaftes ist kanneliert und mit umlaufendem Festongehänge versehen. Die Abakusblüten sind teilweise als Fratzen gestaltet.
Die bekrönende Brunnenfigur stellt den bärtigen Simson dar, wie er auf dem Rücken des Löwen steht und diesen durch Aufreissen des Rachens überwältigt.